# Racing Club de Lens
Il Racing Club de Lens, noto semplicemente come Lens, è un club calcistico francese con sede nell'omonima città dell'Alta Francia, militante in Ligue 1 (prima divisione francese); disputa le proprie partite casalinghe allo Stade Bollaert-Delelis, impianto da 38.223 posti a sedere.
Fondato nel 1906 con il nome di Racing Club Lensois, nel corso della sua storia ha vinto un campionato (1997-98), una coppa di lega (1998-99) e una coppa intertoto (2005). Il Racing Club de Lens conta numerose partecipazioni alle coppe europee.

## Storia

### Anni '10
Il club nasce nel 1905 a Lens per iniziativa di alcuni studenti che praticano il calcio in Place de la République. Il nome Racing Club de Lens è scelto in riferimento al Racing Club de Roubaix e al Racing Club de France, squadre molto popolari all'epoca. L'iniziale divisa è di colore verde e nera: il verde per omaggiare la Place de la République e il nero come riferimento alle miniere di carbone di cui è ricca la zona della città.
Dal 1907 al 1912 la squadra si vede costretta due volte a cambiare campo da gioco, prima di stabilirsi presso il Parc des Glissoires, tra Avion e Lens. Durante la prima guerra mondiale le attività del club sono sospese. Riprenderanno nel 1919, con una divisa azzurra.

### Anni '20
Nel 1924 sono adottati per la prima volta i colori rosso e giallo. Secondo una versione diffusa, è Pierre Moglia, presidente del club dal 1923 al 1930, a sceglierli in onore della bandiera spagnola, dopo che qualcuno aveva fatto notare come le rovine della chiesa di Saint-Léger, su cui i due avevano camminato la sera prima, erano l'unica testimonianza rimasta della dominazione spagnola, risalendo al 1648. Secondo un'altra versione dei fatti, i colori si rifanno alle miniere di carbone (il rosso al sangue dei minatori e il giallo al carbone, all'epoca considerato prezioso quasi quanto l'oro).
Nel 1924 il club è autorizzato a giocare allo stadio comunale Raoul Briquet, di nuova edificazione (oggi stadio Léo Lagrange). Il primo match con i nuovi colori risale all'inaugurazione dello stadio.
Nel 1926 il calciatore britannico Kid Fenton è la prima stella a militare nel Lens, dove rimarrà per otto stagioni. È anche l'anno in cui nasce la prima associazione di tifosi del Lens e in cui la squadra vince il primo torneo, il campionato d'Artois.
Nel 1929 il Lens vince il campionato del Nord e ottiene per la prima volta la promozione nella Division d'Honneur della Ligue du Nord, dove militano club quali l'Olympique Lillois, l'RC Roubaix, l'Excelsior Athlétic Club de Roubaix e l'AC Amiens.
Nella Artois League la squadra guadagna prestigio. Nel 1932 la squadra inaugura lo stadio Félix Bollaert.

### Primi successi
Nel 1937 il Lens ottiene per la prima volta la promozione in massima serie vincendo il campionato di seconda divisione, grazie al contributo di calciatori quali Stefan Dembicki e Spechtl. In Coupe de France raggiunge gli ottavi di finale, dove è battuto per 3-2 dal Red Star ed eliminato.
Nel 1943 il Lens vince la massima serie della Zona Nord grazie a Dembicki, autore di 43 reti in 30 incontri. Un anno prima, in una partita di Coppa di Francia, egli aveva segnato ben 17 gol, cifra che resta un record mondiale.
Terminata la seconda guerra mondiale, il Lens si piazza sesto in campionato nella stagione 1945-1946, ma l'anno dopo retrocede. Nel 1948 gioca la prima finale di Coppa di Francia della propria storia, che perde per 3-2 contro il Lilla. Torna in massima serie un anno dopo e nel 1953 ingaggia Maryan Wisnieski, che a causa di divergenze con la dirigenza lascia il club poco dopo per unirsi agli italiani della Sampdoria.

### Periodi intermedi
Nel 1962 le miniere di carbone di Lens sono "chiuse"  e il club vive una crisi, dato che molti calciatori sono minatori. Dal 1956 al 1968 la sopravvivenza è difficile, ma nel 1964 la squadra riesce a piazzarsi terza, con Ahmed Oudjani capocanniere del torneo con 30 gol. Un altro noto giocatore, Georges Lech, si aggiunge alla rosa del Lens, ma il club retrocede nuovamente nel 1968. L'anno dopo gli amministratori delle miniere cedono la proprietà del Lens: è la fine del calcio professionistico allo Stadio Bollaert-Delelis e il Lens torna ad essere un club dilettantistico, a un anno dalla retrocessione.
Nel 1960 c'è una schiarita, con il Comune di Lens che rileva il Racing Club de Lens. Il sindaco André Delelis collabora con il presidente Jean Bondoux e riunisce volontari per salvare il club, oltre a recuperare lo stadio. Nel 1972 il Lens raggiunge la semifinale della Coppa di Francia.

### Nuova risalita
Il Lens si afferma nel quindicennio 1973-1988 come club di classifica medio-alta. Retrocesso al termine della stagione 1977-1978, riguadagna la massima divisione già l'anno successivo, dopo una sofferta vittoria ai play-off contro il Paris FC. A questo periodo risalgono anche le prime esperienze del Lens in campo europeo, che esordisce in Coppa delle Coppe nella stagione 1975-76, nonostante la sconfitta nella finale della coppa nazionale contro un Saint-Étienne che, però, era già qualificato alla Coppa dei Campioni.
Nella stagione 1976-1977 la squadra consegue inoltre la sua prima qualificazione alla Coppa UEFA, grazie al secondo posto ottenuto in campionato. Al suo esordio nella terza manifestazione continentale, il Lens ottiene il suo migliore risultato europeo di quel periodo, venendo eliminato agli ottavi di finale dal Magdeburgo dopo aver avuto la meglio su Malmö FF e Lazio (contro i romani grazie a quattro gol segnati durante i tempi supplementari). Il risultato viene ripetuto anche nella stagione 1983-1984 (in cui il Lens viene eliminato dall'Anderlecht, futuro finalista), mentre nel 1986-1987 i francesi vengono estromessi al primo turno dal Dundee United.

### Arrivo di Martel
Dopo il 1987 il Lens accusa un graduale declino dei risultati, che comporta nel 1988 il cambio di proprietà della squadra, che passa all'editore Gervais Martel. Dopo tre stagioni interlocutorie, in cui il Lens retrocede in Division 2 per poi farvi ritorno dopo due anni, Martel inizia la ricostruzione della squadra, ottenendo come primo risultato la qualificazione in Coppa UEFA al termine della stagione 1994-95, ritornando a calcare le scene europee dopo otto anni di assenza.

### Successi a cavallo
Il risultato della stagione 1994-1995 viene replicato l'anno successivo, tanto che Martel conduce una campagna acquisti che porta a Lens giocatori di primo piano come Tony Vairelles, Marc-Vivien Foé e Vladimír Šmicer. Dopo un'annata opaca, caratterizzata dall'avvicendamento in panchina di Slavo Muslin con Roger Lemerre, il Lens centra, con l'ex dirigente Daniel Leclercq alla guida, la vittoria del campionato. La squadra, rimasta per tutto il girone, di andata a ridosso delle prime, esce dal guscio grazie ad una striscia di cinque vittorie su sei gare, dando il via ad un testa a testa con la capolista Metz, che si conclude a favore del Lens grazie alla migliore differenza reti nei confronti dei granata. Nelle stagioni successive a questa vittoria, il Lens continua la propria striscia positiva sia in campo nazionale (vincendo nella stagione 1998-99 la Coppa di Lega), sia in campo europeo (nella stagione 1999-2000 raggiunge le semifinali di Coppa UEFA, da cui viene eliminata dall'Arsenal, squadra che il Lens ha poi modo di battere a Highbury in Champions League); in particolare, nella stagione 2001-2002 il Lens va vicino al suo secondo titolo nazionale, dominando gran parte del torneo per poi perdere all'ultima giornata lo scontro diretto contro l'Olympique Lione, rivale nella lotta al titolo.

### Caduta e risalita
Nei primi anni duemila il Lens continuò ad affermarsi come club di classifica medio-alta, qualificandosi sempre (eccetto nella stagione 2004-2005) per le competizioni europee: i maggiori successi furono conseguiti nella stagione 2005-2006, in cui il club concluse il campionato al quarto posto e vinse la Coppa Intertoto. Al termine della stagione 2007-2008 il Lens retrocesse inaspettatamente in seconda divisione, ma riguadagnò la massima serie già al termine del campionato successivo, concluso in vetta alla graduatoria.
Nella stagione 2010-2011 la squadra concluse la stagione al penultimo posto che volle dire retrocessione in Ligue 2. Nella stagione 2013-2014 i giallorossi chiusero il campionato in seconda posizione e ottennero la promozione in Ligue 1, dove tuttavia restarono un solo anno, chiuso con una nuova retrocessione al termine del campionato 2014-2015. Nel 2015-2016 la squadra chiuse sesta in serie cadetta, poi sfiorò la promozione, sfumata all'ultima giornata del campionato di seconda serie 2016-2017. Nel 2017-2018 subì sette sconfitte nelle prime sette giornate, facendo registrare il peggiore inizio di stagione nella storia del club: il campionato fu concluso al quattordicesimo posto. Nel 2018-2019 la squadra dell'Alta Francia raggiunse, grazie al quinto posto, gli spareggi promozione-retrocessione per accedere in massima serie, dove eliminò Paris FC e Troyes, ma fu eliminata dal Digione, che ottenne così la promozione in Ligue 1. Nel 2019-2020 il Lens centrò la promozione dopo la sospensione del campionato decisa dalla federazione a causa della pandemia di COVID-19, trovandosi al secondo posto della classifica al momento dell'interruzione del torneo.
Nel 2020-2021, in Ligue 1, il club ottenne un inaspettato settimo posto, dopo aver trascorso gran parte del campionato in zona Europa e aver ceduto solo all'ultima giornata a beneficio dell'Olympique Marsiglia. Il piazzamento fu confermato nella stagione seguente, mentre nel 2022-2023 il Lens fu autore di una stagione oltre le aspettative, qualificandosi alla UEFA Champions League, a vent'anni dalla precedente partecipazione, grazie al secondo posto finale a un solo punto dal PSG campione. Meno brillante fu la stagione successiva, in cui il Lens termina al settimo posto, agganciando comunque la Conference League, dopo essere stato vicino alla zona Champions per vario tempo nel girone di ritorno, invece in Champions League il Lens chiude al terzo posto nel girone dietro ad Arsenal e PSV e davanti al Siviglia retrocedendo in Europa League, dove si consuma una clamorosa eliminazione agli spareggi per mano del Friburgo, i quali rimontano due gol di svantaggio vincendola poi ai supplementari per 3-2.

## Strutture
Dal 1932 il club gioca le partite casalinghe allo Stade Bollaert-Delelis, che sorge a Lens e che può ospitare 38.223 spettatori. Nella sua storia ha ospitato alcuni incontri di quasi tutte le principali manifestazioni calcistiche internazionali che si sono disputate in Francia, tra le quali sei partite del campionato mondiale del 1998.

## Allenatori
Di seguito è riportata la lista degli allenatori che si sono succeduti alla guida del club nella sua storia.
- 1934-1936  Robert De Veen
- 1936-1939  John MCDonald Galbraith
- 1939-1940  Robert De Veen
- 1945-1947  Anton Marek
- 1950-1953  Ladislav Dupal
- 1953-1956  Anton Marek
- 1956-1958  Karel Michlowski
- 1958-1962  Jules Bigot
- 1962-1969  Elie Fruchart
- 1969-1978  Arnold Sowinski
- 1978-1979  Roger Lemerre
- 1979-1981  Arnold Sowinski
- 1981-1982  Jean Sérafin
- 1981-1985  Gérard Houllier
- 1985-1988  Joachim Marx
- 1988-1989  Arnold Sowinski e  Jean Parisseaux (1 lug.-31 dic.)
 Jean Parisseaux (1 gen.- 30 giu.)
- 1989-1990  Philippe Redon (1 lug.-14 ott.)
 Philippe Redon e  Marcel Husson (15 ott.- 31 dic.)
 Marcel Husson (1 gen.- 30 giu.)
- 1990-1992  Arnaud Dos Santos
- 1992-1993  Arnaud Dos Santos (1 lug.-3O nov.)
 Patrice Bergues (1 dic.- 30 giu.)
- 1996-1997  Slavoljub Muslin (1 lug.-1 mar.)
 Roger Lemerre (1 mar.- 30 giu.)
- 1997-1999  Daniel Leclercq
- 1999-2000  Daniel Leclercq (1 lug.-1 ott.)
 François Brisson (2 ott.- 30 giu.)
- 2000-2001  Rolland Courbis (1 lug.-8 feb.)
 Georges Tournay (9 feb.- 30 giu.)
- 2001-2004  Joël Muller
- 2004-2005  Joël Muller (1 lug.-24 gen.)
 Francis Gillot (1 feb.- 30 giu.)
- 2005-2007  Francis Gillot
- 2007-2008  Guy Roux (1 lug.-25 ago.)
 Jean-Pierre Papin (26 ago.- 30 giu.)
- 2008-2010  Jean-Guy Wallemme
- 2010-2011  Jean-Guy Wallemme (1 lug.-31 dic.)
 Ladislau Bölöni (1 gen.- 30 giu.)
- 2011-2012  Jean-Louis Garcia
- 2012-2013  Jean-Louis Garcia (1 lug.-24 set.)
 Éric Sikora (25 set.- 30 giu.)
- 2013-2016  Antoine Kombouaré
- 2016-2017  Alain Casanova
- 2017-2018  Alain Casanova (1 lug.-18 ago.)
 Éric Sikora (19 ago.- 30 giu.)
- 2018-2020  Philippe Montanier
- 2020-2024  Franck Haise
- 2024-  William Still

## Palmarès

### Competizioni nazionali
- Campionato francese: 1

1997-1998
- Coppa di Lega francese: 1

1998-1999
- Campionato francese di seconda divisione: 4

1936-1937, 1948-1949, 1972-1973, 2008-2009
- Coppa Charles Drago: 3

1959, 1960, 1965

### Competizioni internazionali
- Coppa Intertoto UEFA: 1  (record francese a pari merito con Bordeaux, Strasburgo, Guingamp, Auxerre, Bastia, Lione, Montpellier, Paris Saint-Germain, Troyes, Lilla e Marsiglia)

2005
- Coppa Intertoto: 1

1978
- Coppa dell'Amicizia italo-franco-svizzera: 1

1962

### Competizioni giovanili
- Coppa Gambardella: 3

1957, 1958, 1992
- Championnat National U19: 1

2008-2009
- Championnat National U17: 1

2011-2012

### Altri piazzamenti
- UEFA Fair Play ranking: 1

2002-2003

## Statistiche e record
Campionati nazionali
| Livello | Categoria            | Partecipazioni | Debutto   | Ultima stagione | Totale |
| ------- | -------------------- | -------------- | --------- | --------------- | ------ |
| 1º      | Division 1 / Ligue 1 | 64             | 1937-1938 | 2025-2026       | 64     |
| 2º      | Division 2 / Ligue 2 | 18             | 1934-1935 | 2019-2020       | 18     |

Coppe internazionali
| Categoria                       | Partecipazioni | Debutto   | Ultima stagione | Totale |
| ------------------------------- | -------------- | --------- | --------------- | ------ |
| UEFA Champions League           | 3              | 1998-1999 | 2023-2024       | 3      |
| Coppa delle Coppe UEFA          | 1              | 1975-1976 | 1975-1976       | 1      |
| Coppa UEFA / UEFA Europa League | 12             | 1977-1978 | 2023-2024       | 12     |
| Coppa Intertoto UEFA            | 3              | 2000      | 2007            | 3      |

### Record

#### Individuali
Il calciatore con più presenze nelle competizioni europee è Seydou Keita (36), mentre il miglior marcatore è Daniel Cousin (12).

#### Squadra
A livello internazionale la miglior vittoria è per 7-0, ottenuta contro l'Avenir Beggen nel primo turno della Coppa UEFA 1995-1996, mentre la peggior sconfitta è per 4-0, subita in due occasioni: contro il Magdeburgo nel terzo turno della Coppa UEFA 1977-1978 e contro la Steaua Bucarest nella fase a gironi della Coppa UEFA 2005-2006.
Il Lens dal 1995 è un fortino in casa. La società è infatti rimasta imbattuta nella partita casalinga nei seguenti periodi: dall'8 novembre 1995 al 28 agosto 1996 (14 risultati utili consecutivi), dal 22 marzo al 29 novembre 1997 (13 risultati utili consecutivi), dal 9 aprile 2000 al 12 gennaio 2001 (15 risultati utili consecutivi), dal 28 luglio 2001 al 17 novembre 2002 (27 risultati utili consecutivi), dal 29 gennaio al 15 ottobre 2005 (18 risultati utili consecutivi), dal 22 gennaio al 18 novembre 2006 (19 risultati utili consecutivi), dal 21 aprile al 6 ottobre 2007 (11 risultati utili consecutivi), dal 6 febbraio al 15 maggio 2010 (10 risultati utili consecutivi).
In trasferta il Lens ha recentemente centrato dei record negativi: tra il 14 marzo e il 21 ottobre 2007 ha totalizzato 16 partite senza mai vincere, pareggiandone 4 e perdendone 12; tra il 23 marzo e l'11 agosto 2008 ha perso 7 partite consecutive; tra il 30 gennaio e il 13 aprile 2010 ha perso 7 incontri consecutivi; tra il 28 agosto 2010 e il 5 marzo 2011 ha collezionato 15 partite senza vittorie.

## Rosa 2025-2026
Rosa aggiornata al 18 agosto 2025. 
| N. |                                 | Ruolo | Calciatore                |
| -- | ------------------------------- | ----- | ------------------------- |
| 1  | Slovenia (bandiera)             | P     | Denis Petrić              |
| 2  | Francia (bandiera)              | D     | Ruben Aguilar             |
| 3  | Colombia (bandiera)             | D     | Deiver Machado            |
| 4  | Bosnia ed Erzegovina (bandiera) | D     | Nidal Čelik               |
| 7  | Francia (bandiera)              | A     | Florian Sotoca (capitano) |
| 9  | Uruguay (bandiera)              | A     | Martín Satriano           |
| 10 | Francia (bandiera)              | A     | Florian Thauvin           |
| 11 | Francia (bandiera)              | C     | Angelo Fulgini            |
| 13 | Ecuador (bandiera)              | D     | Jhoanner Chávez           |
| 14 | Argentina (bandiera)            | D     | Facundo Medina            |
| 15 | Nigeria (bandiera)              | C     | Hamzat Ojediran           |
| 16 | Burkina Faso (bandiera)         | P     | Koffi Kouakou             |
| 18 | Francia (bandiera)              | C     | Andy Diouf                |
| 19 | Francia (bandiera)              | A     | Goduine Koyalipou         |

| N. |                         | Ruolo | Calciatore          |
| -- | ----------------------- | ----- | ------------------- |
| 20 | Francia (bandiera)      | D     | Malang Sarr         |
| 22 | Francia (bandiera)      | A     | Wesley Saïd         |
| 23 | Marocco (bandiera)      | C     | Neil El Aynaoui     |
| 24 | Francia (bandiera)      | D     | Jonathan Gradit     |
| 25 | Svezia (bandiera)       | A     | Jeremy Agbonifo     |
| 26 | Senegal (bandiera)      | C     | Nampalys Mendy      |
| 27 | Sierra Leone (bandiera) | D     | Juma Bah            |
| 28 | Francia (bandiera)      | C     | Adrien Thomasson    |
| 30 | Australia (bandiera)    | P     | Mathew Ryan         |
| 32 | Francia (bandiera)      | D     | Kyllian Antonio     |
| 33 | Francia (bandiera)      | A     | Gabin Capuano       |
| 34 | Francia (bandiera)      | C     | Tom Pouilly         |
| 36 | Guadalupa (bandiera)    | A     | Rémy Labeau Lascary |
| 38 | Francia (bandiera)      | A     | Rayan Fofana        |